# 완다와 거상
《완다와 거상》(일본어: ワンダと巨像 완다토교조우[*], Shadow of the Colossus)은 일본의 소니 컴퓨터 엔터테인먼트(SCEI)에서 발행한 플레이스테이션 2용 액션 어드벤처 게임이다. 2005년 10월, 일본과 북미에 발매되었고, 같은 해 12월에는 대한민국, 2006년 2월에는 PAL 지역에서 발매되었다. 게임을 만든 것은 컬트적인 인기를 누렸던 《이코》의 개발 팀인 SCEI의 ‘프로덕션 스튜디오 1’이다.
게임은 완다라는 이름의 소년을 중심으로 펼쳐지는데, 소년은 죽은 소녀의 생명을 되돌리기 위해 거상이라 알려진 열여섯 거인들을 차례로 물리쳐야 한다. 이 게임은 액션 어드벤처 장르로서는 드물게 돌아다닐 마을이나 던전, 혹은 다른 상호작용할 캐릭터 같은 것이 없고, 거상들 외에는 물리쳐야할 적들도 없다. 한편, 《완다와 거상》은 각 거상들을 물리치려면 그 약점을 찾아서 밝혀내야 한다는 점에서 퍼즐 게임으로 묘사되기도 한다.

## 게임플레이

### 기본
《완다와 거상》의 게임플레이는 주기를 이루면서 진행된다. 플레이어는 광대한 지역의 중앙 지점에서 거상을 찾아서 무찌르고, 중앙 지점으로 돌아와 다시 거상을 찾아 무찌르는 과정을 반복한다. 플레이어는 햇볕이 드는 지역에서 검을 치켜들어 빛줄기를 반사해서 거상을 찾을 수 있다. 빛줄기는 물리쳐야 하는 거상이 있는 반대 방향으로 갈수록 여러 갈래로 갈라지고, 거상이 있는 방향을 가리키면 한 곳으로 집중된다. 거상으로 향하는 길에는 다양한 지형이 늘어서 있는데, 때로는 길을 따라 우회하기도 해야 한다. 대부분의 거상들은 절벽 꼭대기나 고대의 구조물 내부처럼 외딴 곳에서 위치해 있고, 게임이 진행될수록 중앙 지역에서 멀리 떨어진 곳에 위치하는 경향이 있다.
거상을 찾은 뒤 싸우려면 먼저 그것의 약점을 발견해야 한다. 거상은 거주하는 소굴은 각각 독특한 환경을 지니고 있고, 많은 거상들이 주변 환경을 이용하지 않으면 물리칠 수 없게 되어 있다. 모든 거상은 최소 하나의 약점을 가지고 있는데, 그 약점은 거상의 몸에 인장의 모양으로 표시된다. 주변에 햇빛이 들 경우 플레이어는 검에 반사된 빛을 이용하여 일시적으로 그 인장을 빛나게 할 수 있다. 모든 거상의 몸에는 털로 덮인 부분이 있는데, 플레이어는 그것을 붙잡아 거상의 몸을 기어올라가야 한다. 완다의 악력은 제한되어 있고, 거상에 매달려 있거나 거상이 완다를 떨처내려고 몸을 흔드는 동안 감소하기 때문에 거상을 기어올라갈 때는 재빠르게 행동해야 한다.
완다와 거상들은 그들의 체력을 표시한 라이프 바를 가지고 있는데, 거상들의 체력은 그들의 약점을 공격당하면 두드러지게 감소하고, 완다는 거상에게 공격을 당하거나 높은 곳에서 떨어짐으로써 상처를 입게 된다. 또한 완다는 게임 내내 검과 활 한 자루 씩만 가지고 전투에 임하고, (게임을 끝낸 뒤에 나오는) 숨겨진 ‘타임 트라이얼’ 모드에서만 다른 아이템을 손에 넣을 수 있다.

### 아그로와 환경의 이용
완다의 말인 아그로는 게임에서 큰 역할을 차지하는 완다의 동료이다. 아그로는 이동의 수단이기도 하며, 어떤 거상을 물리치는 데는 반드시 필요한 존재이기도 하다. 그러나 아그로가 갈 수 없는 장소도 많은데, 거상이 깊은 물을 건너편이나 단순히 걸어서는 넘을 수 없는 커다란 장애물 뒤에 거주하는 경우가 있다. 아그로는 그런 지형들을 통과할 수 없기 때문에, 그런 곳에서는 완다 홀로 전투에 임하게 된다.
주변 환경은 게임이 진행됨에 따라 플레이어에게 유리한 점으로 사용되어야 한다. 처음의 두 거상과의 전투는 단순히 크고 평평한 장소에서 일어나며, 유일한 목표는 거상의 몸을 기어올라 그들의 약점을 공격하는 것이다. 하지만 이어지는 열네개 거상과의 전투 대부분은 전장의 여러 특징을 사용해야만 한다.

## 줄거리와 설정
《완다와 거상》은 플레이어에게 인물들의 배경 이야기나 관계에 대해 아주 적은 정보만을 제공한다. 게임은 판타지 같은 설정을 하고 있으며, 대부분의 게임 속 사건은 사람을 찾아볼 수 없는 광활한 반도에서 발생한다. ‘금단의 땅’이라 불리는 이 반도는 그 북부를 가로지르는 산으로 외부 세계와 격리되어 있고, 그 산 속의 작은 틈새를 통해서만 들어올 수 있다. 그 틈새는 거대한 돌다리로 이어지는데, 다리는 반도 지역의 절반 정도 되는 거리를 가로질러 그 중앙에 위치한 ‘예배당’이라 불리는 거대한 신전에서 끝난다. 그러나 이 반도는 들어가는 것이 금지된 곳으로, 그 곳에 존재하는 폐허와 고대 구조물만이 그 곳이 한 때는 정착지였음을 나타내고 있다.

### 등장인물
게임의 주인공은 완다(목소리: 노지마 켄지)로, 모노(목소리: 나바타메 히토미)라는 이름의 죽은 소녀를 부활시키는 것이 목표인 청년이다. 모노에 대해서는 저주받은 운명을 가졌다고 믿어져 주변인들에게 희생당했다는 것 외에는 알려진 바가 없다. 아그로는 완다의 모험을 함께 하는 충성스러운 말로, 완다의 유일한 동료이다. 게임의 이야기는 이 세 인물에 초점을 맞추고 있고, 도르민(목소리: 나카타 가즈히로와 히카미 교코)과 에몬(목소리: 반도 나오키)을 포함한 조연들도 등장하고 있다.
한 번에 두 개의 목소리를 내어 말하는 도르민은 육체가 없으며, 여러 존재로 분리되어 예배당에 거주하고 있다. 도르민의 물리적 형체는 게임이 시작하는 시점으로부터 오래전에 열여섯개로 나뉘었고, 알 수 없는 이유 때문에 거상들 속에 봉인되었다. 게임 세계 속의 전설 상으로는, 도르민이 죽음을 되돌리는 힘을 가졌다고 전해지며, 그것이 바로 완다가 금단의 땅에 들어선 이유이다. 도르민은 그녀를 되살리려면 완다가 열여섯 거상들을 파괴해야 한다고 말한다.
에몬은 주술사로, 도입부에서 완다가 들어간 땅의 기원에 대해 모호하게 설명하며, 그 곳에 들어가는 것은 금지된 것임을 강조한다. 그는 도르민의 봉인에 대해 막대한 지식을 가지고 있는 것처럼 보이며, 강력한 마법을 사용할 수도 있다. 그는 그의 명령을 따르는 소수의 병사들을 데리고 거상들을 파괴하는 의식인 ‘금단의 주문’을 막기 위해 완다를 추격한다.
게임에 등장하는 거상들은 대체로 인간부터 동물까지 다양한 형태를 한 거대 생물체이다. 그들의 몸은 돌과 흙, 털, 건물의 잔해들로 이루어져 있고, 몇몇 부분은 풍화되거나 파손되어 있다. 그들은 금단의 땅의 특정한 지역에 거주하며, 그들이 영역 바깥으로 나오는 일은 없다. 완다가 그들의 영역으로 침입하면, 어떤 거상들은 그냥 무시하는 반면, 시야에 들어오자마자 공격하는 것들도 있다. 그들은 한 번 파괴되어 소멸되면 돌과 흙 무더기처럼 부수어진다.

### 이야기
완다와 거상의 이야기는 완다가 그의 말 아그로를 타고 금단의 땅으로 들어가면서 시작된다. 완다는 입구에 있는 긴 다리를 가로질러 금단의 땅의 중앙에 있는 거대한 예배당으로 향한다. 완다는 예배당의 제단에 덮개로 둘러싸인 몸을 눕혀놓는다. 덮개를 걷어내자 ‘모노’라는 소녀의 몸이 나타난다. 잠시 후, 인간의 모습을 한 그림자 같은 모습의 생명체들이 나타나 완다를 공격하려 하지만 그가 가진 고대의 검이 내는 파동으로 손쉽게 그들을 제거한다. 그림자 생명체들을 무찌르자, ‘도르민’이라 알려진 형체가 없는 존재의 목소리가 완다의 무기에 놀라움을 나타내며 울려 퍼진다. 완다는 도르민에게 모노의 혼을 되돌려 달라고 요청하고, 그들(도르민)은 그것이 가능할지도 모르지만, 그러려면 신전의 복도를 줄지어 서있는 열여섯 개의 우상이 파괴해야 한다고 한다. 그들은 고대의 검을 이용해 대지의 도처에 자리 잡고 있는 열여섯 거상들을 죽인다면 그것이 가능하다고 설명한다. 사실 각각의 거상은 도르민 영혼의 일부를 담고 있는 것이지만, 이것은 게임의 후반까지 밝혀지지 않는다.
모노를 살리려면 그만한 대가를 치루어야 한다는 도르민의 경고에도 불구하고, 완다는 거상을 찾아 대지를 돌아다니며 그들을 파괴한다. 각각의 거상이 죽을 때마다, 완다의 피부는 점점 멀겋게 변하고 머리카락은 검게 변해간다. 그 사이에 제단에 누워 있는 모노의 혈색이 좋아지며, 각각의 거상이 죽을 때마다 그녀의 목소리를 희미하게나마 들을 수 있다. 열두개의 거상이 죽으면, 완다가 '에몬'이라는 주술사가 이끄는 무리에게 추격당하고 있음이 플레이어에게 밝혀진다. 도르민은 완다에게 일을 서두르라고 몰아세우고, 완다는 결국 마지막 열여섯 번째 거상을 물리치러 간다. 이 도중에, 그는 그의 유일한 동료인 아그로를 잃게 된다. 그는 계곡 위로 이어진 다리를 가로질러야 했고, 아그로가 붕괴된 다리의 틈새를 뛰어넘은 뒤 착지한 땅이 무너지고 만다. 아그로는 발이 미끄러지며 금방이라도 떨어질 것을 느끼자, 몸을 앞으로 기울여 완다를 안전한 쪽으로 내던진다. 그는 그를 희생해 완다의 길을 만들어 주고서는 낭떠러지로 떨어진다.
한편, 에몬 일행은 신전의 마지막 열여섯 번째 우상이 막 부수어질 때서야 예배당에 도착하고, 이상하게 변한 완다의 모습을 발견한다. 완다의 눈과 피부는 이제 완전히 멀겋게 변했고, 그의 머리에는 두 개의 작은 뿔이 자리 잡고 있었다. 에몬은 완다가 도르민에게 지배당했다고 단언하고, 그의 전사들에게 그를 죽이라고 명령한다.. 한 전사가 모노에게 다가가려 애쓰는 완다의 발에 활을 쏘고, 다른 이는 그의 심장을 관통해 검을 찔러 넣는다. 완다의 몸은 바닥에 쓰러지고 상처로부터 검은 피가 흩뿌려진다. 이윽고 완다의 몸은 거상들이 죽을 때 그랬던 것처럼 어둠으로 뒤덮인다.
잠시 후, 도르민의 정신이 완다의 몸을 지배하고, 완다의 몸은 그림자 형태의 거인으로 변한다. 그들(도르민)은 그들의 원래 육체가 그들의 힘과 함께 봉인되어 분리되었다고 설명한다. 에몬은 그의 전사들과 함께 달아나면서 완다가 거상을 죽이는 데 썼던 고대의 검을 신전의 복도 뒷편에 있는 작은 연못에 던진다. 그러자 연못에서 빛의 회오리바람이 일어나고 그것이 도르민과 완다를 모두 삼켜 소멸시켜버린다. 에몬과 그의 전사들은 그들의 뒤로 무너지는 다리를 건너면서 금단의 땅에서 도망친다. 금단의 땅의 입구에 안전하게 도착하자, 에몬은 완다가 살아있다면 언젠가 그의 행동에 대해 스스로 속죄하길 바란다고 말한다.
신전에서는 도르민의 약속대로 모노가 깨어나고, 아르고가 부러진 발을 절뚝거리며 신전으로 들어온다. 모노는 말을 따라 완다와 도르민이 삼켜졌던 연못으로 향하고, 그 곳에서 머리에 작은 뿔이 난 갓난 남자 아이를 발견한다. 그녀는 아이를 안고 말을 따라 예배당의 위로 올라간다. 그리고 사당 속에 있던 비밀의 정원에 도착하며 게임은 끝난다.

### 《이코》와의 연결점
《완다와 거상》은 《이코》의 정신적인 후속작 이자 전편으로 간주된다. 게임이 발매된 뒤 몇 달 동안, 게임의 디렉터이자 리드 디자이너인 우에다 후미토는 게임이 전작과 비슷해 보이는 것은 단순히 그의 개인적 취향일 뿐이라는 입장을 유지했다. 그러나, 2006년 3월의 인터뷰에서, 우에다는 두 게임 사이에 특별한 연결점이 있다는 사실을 밝혔다. 두 게임에 나타난 세계는 동일한 곳이고, 《완다와 거상》의 이야기는 《이코》 이전의 알 수 없는 시대에 벌어지고 있는 것이다. 우에다는 완다가 뿔난 소년의 대를 이었고 이코의 주인공이 그의 자손이라는 것도 밝혔다. 더 나아가, 예배당에 나타나는 그림자를 닮은 사람들은 이코에서 싸우게 되는 그림자들과도 연결되어 있었다. 또한 두 게임은 모두 특이한 가상의 언어를 사용했다는 공통점도 있다.

## 제작
《완다와 거상》은 2002년에 서른 다섯 명의 팀이 ‘니코’라는 프로젝트 명으로 개발을 시작했고, 《이코》의 직접적인 후속작으로 기획되었다. 니코라는 이름은 일본어로 둘을 의미하는 단어 ‘니(二)’와 ‘이코’의 합성어이다. 2003년 DICE Summit에서는 프로젝트 초기의 기술 데모가 소수의 사람들에게 공개되었다. 그 데모는 뿔난 소년들이 말을 타면서 거상을 공격하고 물리치는 내용을 묘사하고 있었다. 그러나, 당시 우에다 후미토는 그것이 단순히 《이코》의 주인공 모델을 재사용한 것일 뿐이고, 절대 《이코》의 후속작을 만드는 것은 아니라고 단언했다. 일본의 《완다와 거상》 예약판에는 보너스 DVD에 니코의 줄거리를 설명하는 컨셉 비디오와 트레일러가 포함되어 있다.
우에다와 프로듀서 가이도 겐지는 게임의 제작 기간 동안 그의 팀에게 높은 품질을 내줄 것을 요구했다. 완벽주의자로 알려진 우에다는 《완다와 거상》의 작업에 참여하기 위해 모여든 500여명의 아티스트 중에서 그의 자격 조건에 맞는 한두명만을 고용했고, 종종 그의 비전에 맞을 때까지 디자인을 완전히 변경할 것을 요구하기도 했다. 카이도는 거상들의 움직임과 그에 따라 완다에게 미치는 부가적인 효과(완다가 거상의 움직임에 의해 넘어지거나 그 움직임을 자신에게 유리하게 이용하는 것)에 가능한 사실적인 물리 개념을 차용하도록 프로그래머들에게 요구했다. 예를 들어, 거상이 몸을 흔들면 거상에 매달린 완다가 사실적으로 반응하여 움직이기를 원했다. 더해서, 거상의 사지가 지면과 수평 상에 있을 때, 그 곳에 평면이 있으면 플레이어가 그 곳을 가로질러 갈 수 있게 하길 원했다. 그는 이 두 가지 컨셉을 ‘플레이어의 역동성과 반작용’, ‘유기적인 충돌 변형’이라고 지칭했다. 이 사실적인 물리 엔진은 결과적으로 빠른 거상을 작게 만들 수밖에 없게 했다.

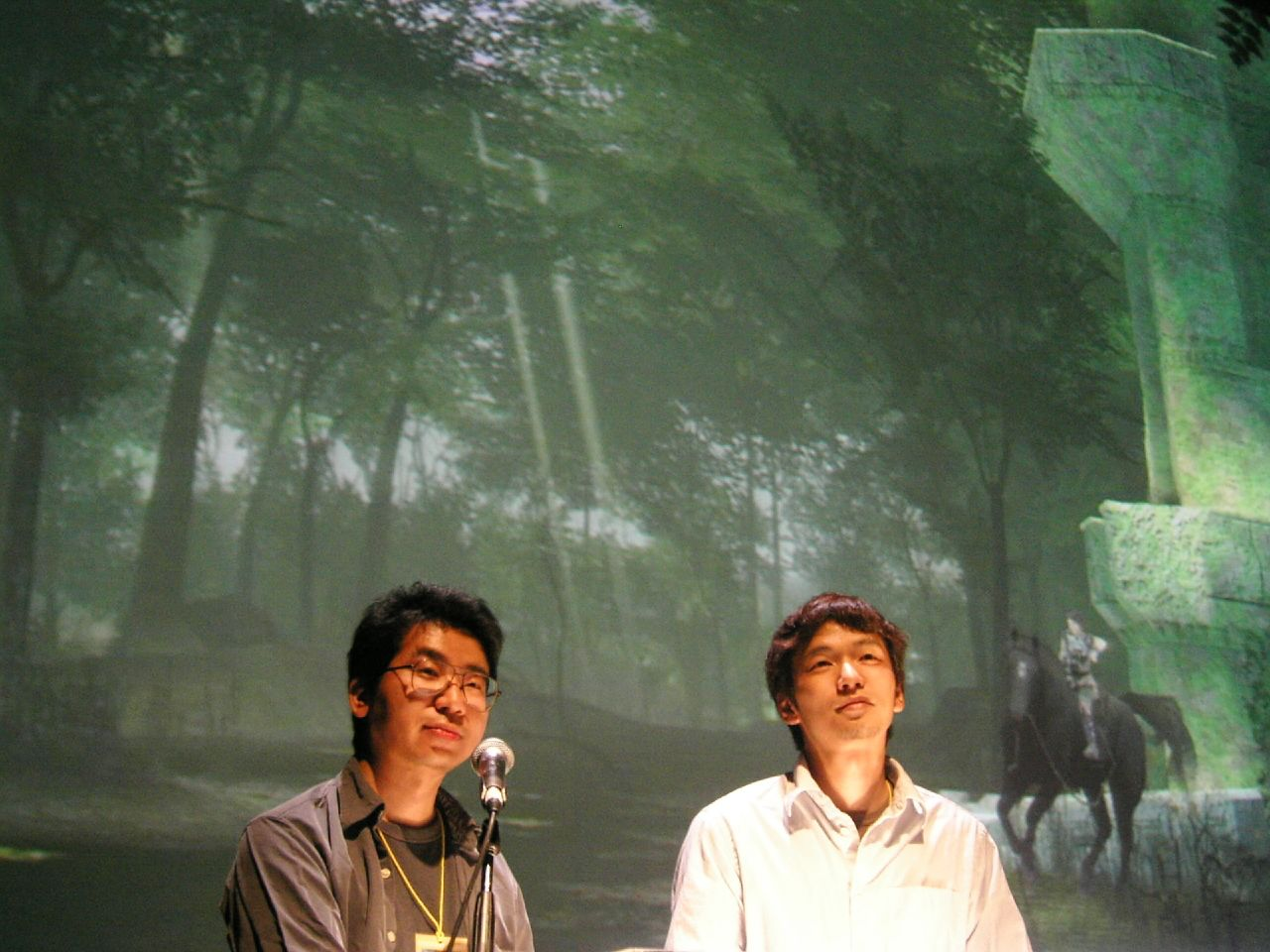
게임의 프로듀서인 가이도 겐지(왼쪽)와 리드 디자이너인 우에다 후미토

우에다는 게임이 독특한 표현 양식 을 가지면서 플레이어와 개발자들의 보스에 대한 고정 관념을 바꾸길 원했다. 이를 위해, 그는 한 번에 하나씩만 상대할 수 있는 열여섯의 거상들이 게임의 유일한 적이고, 그들이 다양한 행동 양식을 가지고 있음을 확실히 했다. 적들의 존재를 보스들만으로 제한한 것은 게임을 다른 것들과 차별화하기 위한 것이지만, 또한 프로그래머들의 초점을 전적으로 거상에만 맞추어 높은 품질을 낼 수 있게 했다. 그와 더불어, 그는 전투 중에 카메라가 거상에 초점을 맞추는 데 하나의 버튼만을 사용하도록하는 간단한 조작법도 만들었다.
인공 지능이 제어하는 아그로와 플레이어와 사이의 동료애는 우에다의 근심이었다. 《이코》에서는, 이 주제가 주인공과 요르다라는 인물의 관계로 나타났다. 요르다는 플레이어가 게임을 돌아다니는 동안 함께 하게 되고 지켜줘야 하는 인물이다. 그와 마찬가지로, 《완다와 거상》의 핵심 요소 중 하나는 완다와 그의 말 아그로의 관계였다. 결과적으로, 《완다와 거상》은 말의 행동을 사실적으로 표현해 아그로가 플레이어의 지시에 항상 그대로 반응하지는 않게 되었다. 우에다의 말은 이렇다. “진짜 말은…항상 순종하지 않는다. 말은 차나 오토바이가 아니라서, 당신이 ‘돌아!’라고 해도 항상 돌지는 않는다.” 그러나, 그는 사실성의 추구 때문에 플레이 감각을 희생하지 않기 위해, 제작진들이 아그로가 어느 정도로 지시에 반응하지 않는지 균형을 잡으려 노력했다고 말했다.
오디오와 게임플레이, 비주얼을 포함한 《완다와 거상》의 모든 요소들은 ‘외로운 영웅’의 분위기를 조성하기 위해 사용되었다. 우에다는 그것을 게임의 중요한 요소로 간주하고 개발했다. 조명은 부분적으로 금단의 땅의 어둡고 무시무시한 설정을 강조하기 위해 사용되고 있다. 그와 대조적으로 주인공의 검이 반사하는 빛은 ‘직접적이고 시각적으로 표현할 수 있는’ 길찾기의 수단으로 제공된다. 《이코》처럼 《완다와 거상》 역시 독특한 조명 스타일을 보여주고, 게임의 그래픽 엔진은 낮은 채도의 색상, 모션 블러, 그리고 블룸 라이팅을 강조한 부분적인 하이 다이내믹 레인지 렌더링 요소들을 사용한다.

## 오디오
이 게임은 대규모의 오케스트라 사운드트랙을 가지고 있지만, 오직 컷신이나 거상들과의 전투에서만 음악을 들을 수 있다. 예배당에서 시간을 보내거나 넓은 대지를 가로지르는 동안에는 주인공과 그의 말, 그리고 주변에서 나오는 소음을 강조하는 침묵만이 감돈다. 그러한 음악의 제한된 사용은 게임 세계에 펼쳐진 대자연과 생명을 찾아보기 힘든 풍경에 어우러져 고독한 분위기를 자아낸다.
《대지의 포효》는 《완다와 거상》의 사운드트랙이다. 2005년 12월 7일 일본에서 발매되었고, 다른 지역에서는 발매되지 않았다. 게임의 음악은 오오타니 고우가 작곡했는데, 그는 이전에 플레이스테이션 2용 비행 시뮬레이터 《스카이 오딧세이》와 플레이스테이션용 슈팅 《필로소마》 같은 게임 음악과 90년대의 가메라 영화들, 《사이버 포뮬러》 같은 다양한 애니메이션의 음악 작업에도 참여한 바 있다. 《대지의 포효》는 미국의 게임 잡지 EGM에서 ‘올해의 사운드트랙’상을 수상했다.

## PAL 버전
게임의 PAL 버전은 2006년 2월에 발매되었다. 《이코》의 PAL 버전 발매처럼, 게임에는 다양한 아트워크를 담은 판지와 네 개의 아트 카드가 동봉되었다. 그리고 게임의 메인 메뉴를 통해 ‘제작 다큐멘터리’와 《이코》의 트레일러, 컨셉 아트 갤러리도 볼 수 있다.
또한 소니 컴퓨터 엔터테인먼트는 《완다와 거상》의 발매를 기해 PAL 지역에 《이코》를 다시 발매했다. 《이코》의 명성을 통해 게임을 홍보하고, 이전의 제한된 발매 때문에 《이코》를 사지 못 했던 사람들을 위해서였다.
PAL 지역에서 주인공의 공식 이름에 관해 혼동이 일어났는데, 북미에서는 매뉴얼과 게임에서 ‘Wander’라고 표기한 반면, PAL의 매뉴얼에서는 ‘Wanda’라고 표기했기 때문이다. 이 혼동은 일본어의 ‘er’ 발음에 의한 실수에서 기인한 것이다. 일본에서는 ‘er’을 발음하기 위해 ‘ah’ 발음을 사용한다.

## 반응
《완다와 거상》의 상업적인 반응은 긍정적으로, 일본에서 첫 주에 14만 장을 판매하며 차트에서 1위를 기록했다. 일본 내 초기 출하량의 80%를 이틀 만에 소화한 것이다. 이 숫자는 비평가들 사이에서의 평가는 좋았지만 많은 수를 판매하지는 못 했던 《이코》와 비교해보면 좋은 일이었다.
《완다와 거상》은 《이코》와 달리 소니의 공격적인 홍보 전략 때문에 더 많은 사람들의 입에 오르내리게 되었다. 게임 잡지와 TV, 인터넷을 통해 광고를 했고, 2005년 10월에는 ‘Giantology’라는 웹사이트를 열어 입소문 마케팅을 시작했다. 어떤 이는 《이코》도 비슷하게 광고하려는 노력을 기울였다면 판매량이 늘어났을 거라고 추측한다.

### 비평가들의 반응
《완다와 거상》은 게임 리뷰 점수를 집계하는 게임 랭킹스에서 92%의 평균점을 내며 2005년 14번째로 높은 점수를 받은 게임으로 기록되었다. 일본 잡지인 패미통에서도 40점 만점에 37점을 받았고, 유럽 기반의 잡지인 에지는 10점 만점에 8점, 미국 기반의 잡지인 EGM은 10점 만점에 8.8점, 게임스팟 리뷰에서는 “이 게임의 미학 표현은 어떤 면에서 봐도 비할 바가 없다”는 말과 함께 10점 만점에 8.7점을 받았다. 멀티미디어 웹사이트 IGN은 게임을 찬양하듯 “굉장한 경험”이자 “반드시 가져야 하는 타이틀”로 평가하며 10점 만점에 9.7점을 주었고, 게임스파이는 “올해 PS2 게임 중에서 가장 혁신적이고 매혹적인 비주얼을 가진 게임”이라고 묘사했다. 발매 2년 후에도, 여전히 이 게임은 비평가들 사이에서 높은 평가를 받고 있다. IGN은 2007년 《완다와 거상》을 플레이스테이션 2 게임 사상 네 번째로 훌륭한 타이틀에 올렸다. 또한 잡지 에지는 100대 비디오게임을 선정하는 기사에서 이 게임을 “흠잡을 데 없이 퐁부한 주제와 정서적인 힘을 매혹하는 픽션, 그 근원적인 예술적 성질은 그것이 가진 상호작용성과 완전히 융화한다”며 회상했다.
게임의 사운드트랙의 역시 많은 리뷰어들이 칭찬했다. EGM의 ‘올해의 사운드 트랙’을 수상한 데 더해, 게임스팟은 “이 게임의 음악은 모든 주어진 상황의 분위기를 잘 전달하며 때로는 강렬하게 만든다”고 했다. 유럽의 게임 사이트 유로게이머의 리뷰어는 “역사상 가장 뛰어난 게임 사운드트랙의 하나”라고 평했다.
그러나, 이 게임은 변덕스러운 프레임 레이트 때문에 부정적인 비평을 받기도 했다. 보통 필드를 돌아다닐 때는 부드럽지만, 거상과의 전투처럼 빠르게 변하는 상황에서는 종종 느려지기도 했다. 또한 게임스파이는 게임의 카메라가 “거상들의 편”이라며 비판했고, “다시 제 자리로 돌려놓으면 이미 상황은 나빠진 뒤”라고 평했다. 아그로의 인공지능과 조작에 대해서는 리뷰어들의 평이 갈라졌다. 게이밍 웹사이트 썬더볼트는 말의 움직임과 행동의 사실성이 “전에 없는 경험을 창조한다”고 주장했고, IGN은 “어떤 면에서 보아도 거의 흠잡을 데 없는 것”으로 여겼다. 반면 에지는 아그로의 조작이 “어설프고, 조잡하며, 예측할 수 없다”고 말했다. 게임 레볼루션과 게임스팟 같은 다른 비평가들은 게임이 너무 짧다(평균 플레이 시간이 약 6시간에서 8시간)고 평하기도 했다.

### 수상
《완다와 거상》은 여러 상을 받았다. 2006년 게임 개발자 선정 시상식에서는 ‘최고의 캐릭터 디자인’, ‘최고의 게임 디자인’, ‘최고의 비주얼 아트’, ‘올해의 게임’을 수상하고, ‘혁신 상’을 받은 세 게임 중 하나가 되었다. 또한 AIAS로부터 ‘뛰어난 아트 디렉션’을 수상하고 ‘올해의 콘솔 게임’에 노미네이트되었다.
2005년 패미통 어워드에서는 ‘특별한 신인상’을 받은 두 게임 중 하나가 되었다. 게임스팟에서는 2005년 ‘최고의 음악’, ‘최고의 예술적인 그래픽’, ‘최고의 PS2 게임’에 노미네이트되는 한편, '가장 화나는 프레임 레이트' 부문에도 이름을 올렸다. IGN에서는 2005년 ‘최고의 어드벤처 게임’, ‘최고의 아트 디자인’을 수상했고, 아그로는 게임 역사상 최고의 동료로 언급되었다. 게임스레이다는 이 게임을 2006년 최고의 게임으로 꼽고, 게임의 결말은 2006년 7월 게임프로의 편집자들이 뽑은 게임 역사상 네 번째로 훌륭한 순간에 선정되었다.

### 다른 매체
《완다와 거상》은 9/11 테러 이후로 인생이 산산조각난 남자의 이야기를 다루는 2007년 영화 《레인 오버 미》에도 등장했다. 편집자인 제레미 로우쉬는 게임이 등장한 장면에 대해 다음과 같이 설명했다. “여러분은 9/11을 떠올리는 누군가가 계속 무너지고 무너지는 거인에 몰두하고 있는 것을 볼 수 있다.”